# Srednji Potok
Srednji Potok este o localitate din comuna Kostel, Slovenia.